# Oxalis glabra
Oxalis glabra là một loài thực vật có hoa trong họ Chua me đất. Loài này được Thunb. mô tả khoa học đầu tiên.

## Hình ảnh

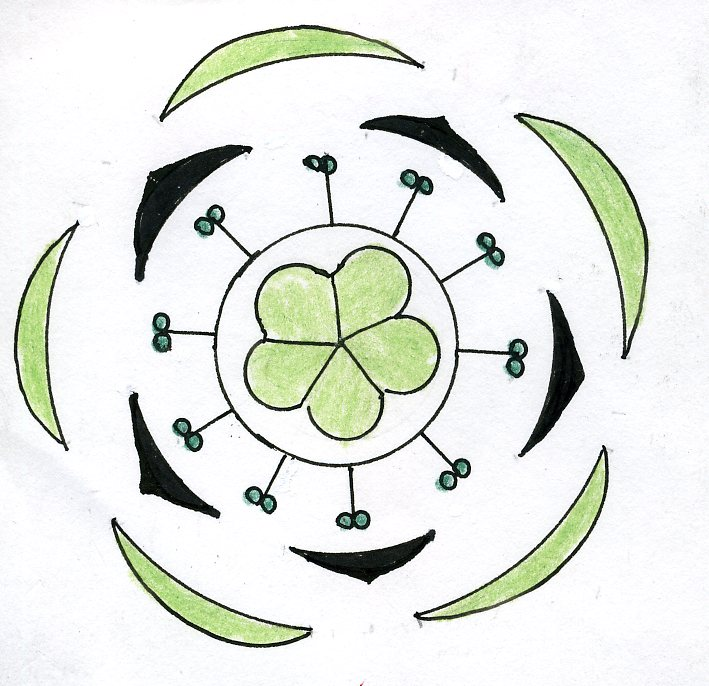